# Malattia policistica renale autosomica recessiva
La malattia policistica renale autosomica recessiva o semplicemente malattia policistica renale infantile è una rara malattia che colpisce neonati e bambini e che si caratterizza per la presenza di numerose piccole cisti e dotti dilatati a livello di entrambi i reni e che ha una modalità di trasmissione di tipo autosomico recessivo.

## Eziologia e patogenesi
La ARKPD è dovuta ad un'ampia gamma di mutazioni che colpiscono il gene PKHD1 presente sul braccio corto del cromosoma 6 in posizione 21-23. Tale gene codifica per una proteina di membrana chiamata fibrocistina, espressa sia nel rene che nel pancreas e nel fegato. Benché non ci siano ancora dati certi al riguardo, sembra che la fibrocistina sia coinvolta nella trasduzione di complessi segnali extracellulari alla base della proliferazione e maturazioni delle cellule che compongono i dotti collettori e l'albero biliare.

## Profilo clinico
Benché abbia spesso un esito infausto, la malattia si manifesta con un elevato grado di pleomorfismo, sia in senso prognostico che semeiologico. Il quadro clinico è dominato da insufficienza renale solitamente presente già alla nascita o nella vita intrauterina. In altri casi, più rari, l'insufficienza renale si manifesta progressivamente e provoca quadri rilevanti solo nella prima infanzia. La base di questo pleomorfismo è da ricercare nel fatto che non tutte le mutazioni di PKHD1 correlano con entità disfunzionali diverse. In alcuni rari casi, la malattia si manifesta in maniera subdola dopo l'infanzia con quadri extrarenali tipici come la fibrosi epatica congenita, caratterizzata da fibrosi peri portale senza alterazione della via biliare.

## Profilo diagnostico
Molto spesso, a causa dell'estrema gravità della malattia, il riscontro autoptico è l'unico momento in grado di identificare la malattia. Nei casi meno gravi, il sospetto diagnostico può essere avvalorato dall'ecografia che mostra un rene costellato da numerosissime piccole cisti e caratterizzato da dilatazione cilindrica dei dotti collettori. L'analisi genetica dimostra alterazioni in omozigoti o in etereozigoti composta del gene PKHD1.

## Terapia
Il neonato deve essere assistito attraverso ventilazione meccanica e dialisi in attesa del trapianto renale. I bambini con fibrosi epatica grave devono essere invece monitorati valutando la possibilità di trapianto di fegato.